# Бакинська армія ППО
Баки́нська а́рмія ППО — авіаційне об'єднання сил ППО, повітряна армія ППО РСЧА в Збройних силах СРСР за часів Другої світової війни.
Армія ППО сформована на початку травня 1942 на основі постанови ДКО від 5 квітня 1942 шляхом реорганізації Бакинського корпусного району ППО. Її управління сформоване на базі переформованого управління 3-го корпусу ППО. Організаційно армія входила до складу Закавказької зони ППО, а з квітня 1944 — в Закавказький фронт ППО.

## Склад
У травні — жовтні 1942 в період активних дій німецьких розвідувальних літаків у межах армії її бойовий склад включав:
- 8-й винищувальний авіаційний корпус ППО
  - 6 винищувальних авіаційних полків),
  - 7 зенітних артилерійських полків, а також,
  - зенітний кулеметний полк,
  - прожекторний полк,
  - полк аеростатів загороджень,
  - полк ВНОС і інші окремі частини.

Надалі у зв'язку зі зміною зони відповідальності до складу армії увійшло до 7 зенітних артилерійських бригад.
8-й винищувальний авіаційний корпус ППО з квітня 1944 по квітень 1945 виключався з її складу.
Основне бойове завдання армії — прикриття від ударів з повітря центру нафтовидобувного району СРСР м. Баку і навколишніх промислів, а також нафтоперевезень по залізниці у східній частині Закавказзя і морем в південно-західній частині Каспію.
У ході битви за Кавказ армія відбила всі спроби авіації противника прорватися до Баку, знищивши на далеких підступах до міста 8 літаків противника.

## Командування
- Командувачі:
  - генерал-майор артилерії П. М. Бескровнов (квітень 1942 — лютий 1945);
  - генерал-лейтенант артилерії Н. В. Марков (лютий 1945 — до кінця війни).